# Centrolepis fascicularis
Centrolepis fascicularis là một loài thực vật có hoa trong họ Centrolepidaceae. Loài này được Labill. mô tả khoa học đầu tiên năm 1804.